# الدفا (الحيمة الخارجية)

تعديل مصدري - تعديل

الدفا هي إحدى قرى عزلة سحاح بمديرية الحيمة الخارجية التابعة لمحافظة صنعاء، بلغ تعداد سكانها 178 نسمة حسب تعداد اليمن لعام 2004.